# 허니 이슈토크
공식 이름 이슈트반, 별칭 허니 이슈토크(Hany Istók) 또는 허니슈토크(Hanyistók)는 (1741년경 ~ 1751년경 실종) 동북부 헝가리 헌샤그 습지대에서 야생 동물 같은 생활을 하고 전설로 유명해진 남자아이이다. 이름은 허니(Hany, 습지)와 잦은 헝가리 남성 이름인 이슈트반(István)의 약칭인 이슈토크(Istók)를 합쳐 지었다.

## 생애
1749년 3월에 커푸바르 어부들이 헌샤그에 있는 키라이호(Király-tó, "왕제호")의 습지에서 약 8~10살 먹은 남자아이를 발견했다. 그 아이는 가출하고 그럭저럭 호수 부근의 습지에서 생존할 수 있는 미개한 고아이었다. 그 당시의 기록에 따르면 이 말할 줄 모르고 완전히 미개한 남자아이는 당시 습지대 환경에 완전히 적응했다. 옷이 없어 피브가 두꺼워졌고 온몸에 털이 많았다. 손가락 사이에서 피부막이 생겼다. 목격자에 의하면 허니 이슈토크가 수중에서도 물고기를 잡을 수 있었다. 커푸바르 교회의 세례 기록에 따르면 남자아이는 1749년 3월 17일에 이슈트반이라는 이름을 지어 세례를 받았다. 기록에서 라틴어로 다음과 같은 내용이 기록되었다.
„3월 17일에 발견한 제정신이 아닌 남자아이가 조건부 세례를 받았다. 그는 이슈트반(István)이라고 하고 약 8살이다. 대부대모는 호싱게르 미하이(Hochsinger Mihály)와 메즈네르 부인 언너 마리어(Meznerné Anna Mária)이다.”
그 후에 남자아이를 에스테르하지(Eszterházy) 가족의 성곽으로 데려다 주었고 로젠슈팅글 팔(Rosenstingl Pál) 성주가 이슈토크를 돌보았다. 성주가 남긴 쪽지는 이슈토크의 운명에 대한 참고 자료로 사용될 수 있다.
이슈토크는 말할 줄 몰랐고 배울 수도 없었다. 단지 동물같은 소리를 냈다. 풀과 날생선, 개구리를 먹었고 호숫물에서 마치 물고기처럼 수영했고 손가락 사이에 피부막이 있었다. 그는 교육을 시켜봤자 소용 없었으니 식수 나르기와 고기굽기를 맡겼다. 그는 허이두(당시의 감시관)들한테 무자비하고 가혹한 취급을 받아서 여러 번 도망갔다 경비견을 가지는 수비대에 잡혀 다시 성곽으로 데려오게 되었다. 전설에 따르면 이슈토크의 하나뿐인 보호자가 성곽에서 사는 성주의 딸 율리슈커(Juliska) 또는 따른 출처에 의하면 피로슈커(Piroska)였고 그녀가 여러 번 이슈토크를 지켜주었다. 율리슈커는 1751년경 시집 갔으니 허니 이슈토크가 자기 보호자에게 적선하려고 개구리를 모아서 만찬에 개구리로 가득한 그릇을 식탁에 비웠다. 그 때 성곽 주민에게 다시 얻어맞아 다음 날에 도망갔다. 이번에는 잡히지 않았다. 4년 후에 어부들이 다시 습지에서 이슈토크를 봤지만 그는 물속으로 사라져서 더 이상 자신을 나타내지 않았다.

## 이슈토크가 등장한 논문 및 문학 작품
허니 이슈토크설(說)은 몇 가지의 소설을 쓰기 위한 소재이다. 제르파크 언털(Zerpák Antal) 커푸바르 사제가 1855년 제9호 "일요일 신문"(Vasárnapi Ujság)에 "허니 이슈토크설"이라는 제목을 달고 논문을 출간했다. 1867년 제29호 "우리나라와 외국"(Hazánk és Külföld)에 머거시 라슬로(Magassy László)가 "우리나라의 희귀한 현상, 허니 이슈트반"이라는 제목으로 기사를 실었다. 허니 이슈토크가 유명한 헝가리 작가 요커이 모르의 책인 "무명의 성곽"에도 등장했다. 허니(hany)이란 피노우그리아 어족에 유래한 "습지"나 "습지대"의 의미를 가지는 현재 사용하지 않는 옛 헝가리어 단어이다.
- 립타크 가보르(Lipták Gábor): "어인"(魚人, A halember). (단편소설)
- 아브러함 주전너(Ábrahám Zsuzsanna), 너지 마르터(Nagy Márta): "페르퇴의 보물"(A Fertő kincse). (장편소설, 2019년)